# 趙佗

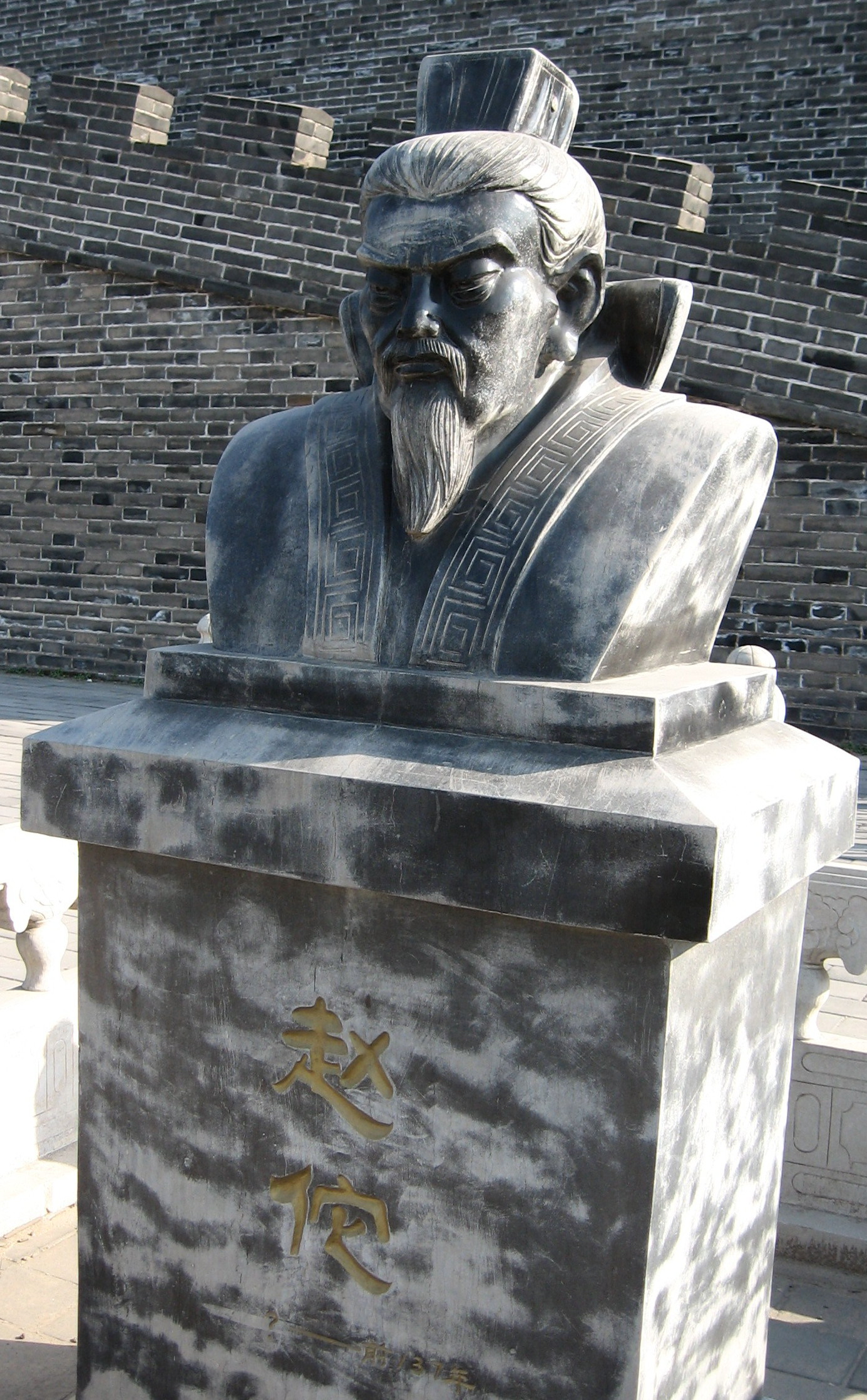
趙佗像（正定県南城門）

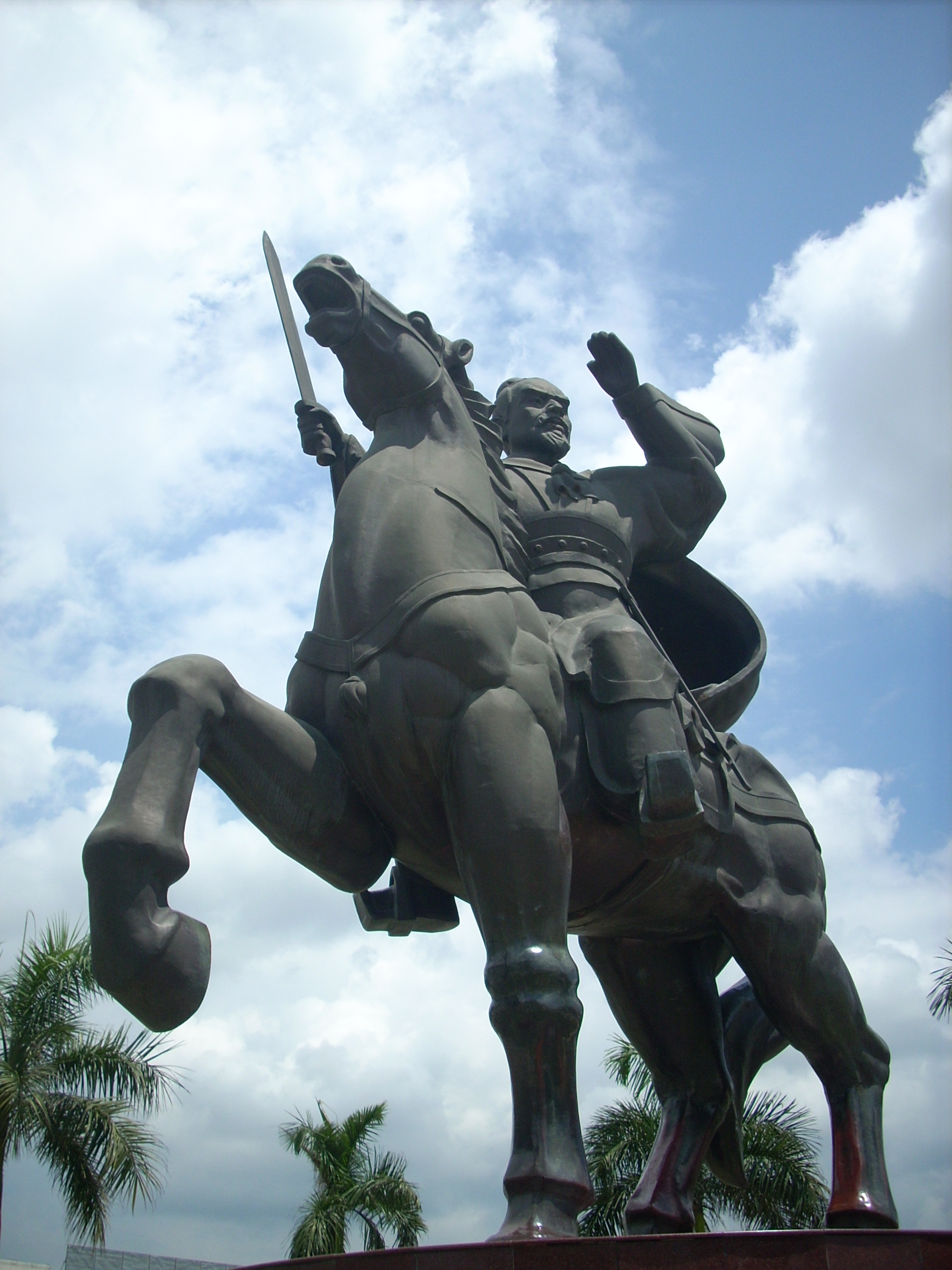
趙佗像（河源駅前広場）

趙 佗（ちょう だ）は、南越の初代王。秦の元官僚、漢人。

## 生涯

### 青年期
常山郡真定県（現在の河北省石家荘市正定県）の人。『史記』「南越列伝」・『漢書』「南蛮伝」によると、別称は「尉佗」。元々は秦の官吏であった屠睢と任囂の部下であった。紀元前221年に始皇帝が天下統一を成し遂げると、勅命で屠睢は南海郡（現在の広東省）の郡守に、任囂は郡尉に、趙佗は龍川県の県令に任じられ、共に謀反を起こした百越などの南方の蛮族の統治を命じられた。彼らの任務は百越の鎮圧と、北方の漢族を移住させることであった。現地には原住民の越人がいた。しかし、この鎮圧中に屠睢は越人によって殺害されたという。
間もなく任囂は病に罹り、信頼が篤い部下の趙佗を後任として「ここは秦から独立するのに適した地域だ。君ならできるだろう」と言い残して死去した。趙佗は任囂の遺志を受け継いで、南海郡尉代行を兼任した。早速、付近の黄浦・陽山・湟谿関などに布令を出して、広東周辺で厳格な法律を敷いた。やがて、趙佗は朝廷から派遣された高官の不正を摘発して、これを果敢に処刑し、自分の部下にその代理を委ねたという。

### 王と称する
紀元前206年、秦が項羽（項籍）に滅ぼされると、任囂の遺志通り趙佗は隣接する桂林郡・象郡に軍勢を率いてこれを併呑した。やがて紀元前203年に国号を「南越」として自ら武王と称した。紀元前202年、劉邦が項羽を討ち取って天下を統一し前漢を興すが、項羽との長年の戦いで軍隊は疲労していたために、敢えて南越への遠征はしなかったという。
紀元前196年、劉邦は楚出身の陸賈を和睦の使節として派遣した。陸賈を出迎えた趙佗は正式に南越王として印綬を受け取り、国境を長沙国とすることで、話はまとまった。その際に陸賈に対し宝玉を送った。後に陸賈はその宝玉を売り渡して、息子5人に分け与え自立資金とさせた。
前漢は呂后のとき、中央から派遣された官吏が趙佗に向かって鉄製器具の交易の廃止を申請した。趙佗はこれを南越を滅ぼそうとする長沙王の陰謀と考えた。趙佗は武帝を自称し、長沙国を攻撃して、その数県を蹂躙し、財宝と人民を奪って凱旋した。呂后は紀元前182年頃に隆慮侯の周竈に南越遠征を命じた。しかし、暑気と疫病のために士気を喪失し、呂后が死去すると、周竈は一年余で広東から全面的に撤退した。

### 強国南越
これを機会と捉えた趙佗は勢いに乗じて、閩越・甌越（西甌）方面に北進した。さらに西北方面の駱越にも遠征し、彼らに財産を与えて（また、甌越は浙江省にいた越部族である「東甌」または「東越」のことも指した）これを支配下に置いた。やがて趙佗は華南全域と華中南部の一部などの広大な地域を南越の領土とした。ついに趙佗は帝と称して「南越国の武帝」と号した。
紀元前179年、前漢では呂氏が誅滅されて文帝が即位した。すると文帝は趙佗の一族を懐柔し、さらに趙佗と面識がある太中太夫・陸賈を再び使節として派遣した。それ以来、趙佗は「藩王」として、毎年貢物を送ったという。それは景帝の代になっても引き継がれた。しかし、南越国内では依然「武帝」と称えたようである。
建元4年（前137年）、高齢となった武帝は百余歳（『大越史記全書』では121歳）で薨去した。武帝の嗣子や諸子は既に父よりも先立っていたので、嫡孫の趙眜が祖父の後を継いだ。

### 子孫
息子は『大越史記全書』に趙始（趙仲始）の名が見える。孫には趙眜（趙胡）を初めとして、曾孫の趙嬰斉（明王）、玄孫の趙興（哀王、生母は邯鄲出身の樛氏）、その庶兄の趙越、その末弟の趙次公、最後の王である術陽王・趙建徳（趙越の嗣子）がいる。また趙佗の族孫に蒼梧郡の秦王・趙光もいる。趙佗の六世孫の趙建徳は前漢の武帝の命を受けた路博徳と楊僕に攻め入られ捕虜となったが、その後の詳細は不明である。
趙佗は漢人の出自である「外国王」であったが、趙佗の一族は、趙佗が連れてきた秦の兵士の子孫とともに、やがて南越に同化した。

## 宗族

### 子
- 趙始

### 孫
- 文王 趙眜（文帝）